# Ас из асов
«Ас из асов» (фр. L'as des as) — французская кинокомедия 1982 года, режиссёра  Жерара Ури.

## Сюжет
Первая мировая война. Между двумя лётчиками, французом (Жан-Поль Бельмондо) и немцем, идёт воздушный бой. Француз, капитан Кавалье, используя дымовую завесу, заходит немцу в хвост. Почти оставшись без крыльев, немец, тем не менее, бросает сеть и блокирует французу винт. Оба садятся как раз на линии фронта между французскими и немецкими позициями. Воздушный бой стихийно переходит в выяснение отношений на земле, прерванное артиллерийским огнём обеих сторон. Противникам, ставшим товарищами по несчастью, приходится вместе выбираться из-под огня.
1936 год. Германия. Близится берлинская Олимпиада. Из Франции на Олимпийские игры едет тренер боксёрской команды Джо Кавалье, тот самый бывший лётчик. В поезде еврейский мальчик просит у него автограф. На вокзале мальчика должны были встретить его родственники. Тем не менее из-за проблем с властями они на вокзал не приехали. Чуткое сердце Джо не может бросить бедняжку. Он решает помочь ему, а заодно и завоевать сердце красивой девушки, которую случайно окатил водой на боксёрском матче.
Джо размещает всю семью мальчика в гостинице, в которой живёт французская Олимпийская сборная. Ночью он узнаёт, что девушка, чьего расположения он добивался, написала про него компрометирующую статью.
Наутро он встречает своего старого друга Гюнтера — генерала Люфтваффе. Джо просит у него машину. На ней он отправляет еврейскую семью в Австрию, но их задерживает полиция. Джо снова пытается помочь семье выбраться и по ошибке приводит их в дом Гитлера, где их принимают за музыкантов. Позже Джо подкладывает записку сестре Гитлера, в которой написано, что его друг Гюнтер в неё влюблён. Они уезжают, оставив Джо ключи от личной машины Гитлера.
Джо вместе с семьёй мальчика на личной машине фюрера отправляется в Австрию. По дороге он машиной сталкивает армейский вездеход, в котором за ними гнался Гитлер, в кювет, и фюрер оказывается в пруду. Дорога свободна, и Джо с пассажирами благополучно прорывается через границу в Австрию. Поскольку они едут на личной машине фюрера, это даёт австрийским пограничникам повод считать, что это сам Гитлер вторгся в их страну.

## В ролях
- Жан-Поль Бельмондо — Жорж (Джо) Кавалье, пилот I Мировой войны, тренер по боксу в 1936 году
- Мари-Франс Пизье — Габриэль (Габи) Белькур, корреспондентка «Paris Midi»
- Рашид Ферраш — Симон Розенблюм
- Франк Хоффман — Гюнтер фон Бекман, пилот I Мировой войны, генерал авиации в 1936 году
- Гюнтер Майзнер  — Адольф Гитлер / Ангела Гитлер
- Бенно Штерценбах — комиссар Ашбах из гестапо
- Ив Пиньо — Люсьен
- Морис Озель  — тренер по боксу
- Агния Богослава
- Петер Бонке
- Михаэль Гар — Вильгельм Брюкнер, адъютант Гитлера
- Hans Wyprächtiger  —  обер-лейтенант Розенблюм (дедушка)
- Gerd Roman Frosch
- Тамара Кафка
- Ali Soyhan
- Хюберт Мюнстер
- Крисоф Линдерт
- Sonja Tuchman — Сара Розенблюм
- Мартин Умбах — Лазарь Розенблюм
- Gerard Doleschall
- Alain David
- Жаклин Ноэль
- Jean-Marie Djebaïli
- Marc Lamole
- Ernest von Rintelen
- Peter Semler
- Stéphane Ferrara — Реймон, боксёр
- Доминик Нато — боксёр
- Jean-Roger Milo — Эмиль
- Florent Pagny — боксёр
- Rolf M. Degener  Steiner (нет в титрах)
- Джеймс Кливленд (Джесси) Оуэнс — американский легкоатлет, завоевал 4 золотых медали на Олимпийских Играх 1936 году: в забегах на 100 и 200 метров, в прыжках в длину и, совместно со всей американской командой, в эстафете 4×100 м (нет в титрах, документальные кадры).